# Fischer Assay
Fischer Assay là một thí nghiệm tiêu chuẩn để xác định lượng sinh dầu từ đá phiến dầu, được dùng để đánh giá hiệu quả của các quá trình chiết tách dầu từ đá phiến. Cho 100 gram mẫu đá phiến dầu nghiền đến kích thước hạt <2,38 mm vào một bình chưng cất cổ cong bằng nhôm nung đến nhiệt độ 500 °C (930 °F) với tốc độ tăng nhiệt độ 12 °C/phút (22 °F/phút), và giữ ở nhiệt độ trên trong khoảng thời gian 40 phút. Hơi dầu, khí và hơi nước từ quá trình chưng cất được đưa qua một bình ngưng tụ và được làm lạnh bằng nước đá trong một ống nghiệm ly tâm. Dầu sinh ra từ các quá trình công nghệ khác thường được tính theo tỷ lệ so với dầu sinh ra trong thí  nghiệm này.
Thí nghiệm Fischer Assay ban đầu được tiến hành trong đề kiện nhiệt độ thấp trong quá trình chưng cất than đá, do Franz Joseph Emil Fischer và Hans Schrader nghiên cứu. Thí nghiệm này được phát triển phù hợp với việc đánh giá khả năng sinh dầu của đá phiến dầu năm 1949 bởi K. E. Stanfield và I. C. Frost.